# GfK Switzerland
Die GfK Switzerland AG (bis Dezember 2008 IHA-GfK AG) mit Sitz in Rotkreuz war das grösste Marktforschungsinstitut in der Schweiz. Es ist seit 1999 Teil der deutschen GfK-Gruppe in Nürnberg, eines der fünf grössten Marktforschungsunternehmen der Welt.

## Geschichte
Das Unternehmen wurde 1959 als Institut für Haushalts-Analysen gegründet. 1975 folgte der Zusammenschluss mit der Schweizerischen Gesellschaft für Marketing GfM. 1999 wurde das Unternehmen vollständig von der GfK AG in Nürnberg übernommen und drei Jahre später in IHA-GfK AG umbenannt. Seit Januar 2009 tritt das Unternehmen als GfK Switzerland AG auf.
Im Jahr 2023 fusionierte NIQ mit GfK.
Die Pressestelle der GfK teilte mit: "Der Name des kombinierten Unternehmens ist durch den heutigen Zusammenschluss NIQ." Die Marke GfK solle aber neben der Marke NIQ "selbstverständlich im Markt weiterhin bestehen" bleiben.

## Unternehmen
Das Unternehmen ist in den Geschäftsfeldern Consumer Choices, Consumer Experiences und Audience Measurement als Full-Service-Anbieter aktiv und mit einem Marktanteil von rund 34 Prozent Marktführer in der Schweiz. Weitere Standorte sind Zürich und Kriegstetten. Das Unternehmen verfügt über internationale Telecontrol-Lizenzen, welche die Messgeräte und Auswertungssoftware für die Messung von Einschaltquoten enthalten. Diese Erhebungsmethode wurde in folgenden Ländern eingesetzt: Armenien, Bulgarien, Brasilien, Deutschland, Georgien, Indien, Österreich, Saudi-Arabien, Pakistan, Portugal, Puerto Rico, Rumänien und der Ukraine.
Das Unternehmen hält einen 49%-Anteil an der Firma Media Focus in Zürich, einem Joint Venture mit der AGB Nielsen Media Research B.V.
Das Unternehmen beschäftigt insgesamt ca. 75 Mitarbeiter (Festanstellungen, Stand 2022). Es erzielte 2016 einen Umsatz von 55,5 Millionen Franken.
Zum 1. November 2017 verlegte das Unternehmen seinen Hauptsitz von Hergiswil nach Rotkreuz.

## Kritik
2016 wurde das Unternehmen von der Schweizer Boulevardzeitung Blick kritisiert, die Ergebnisse einer Studie zum Thema Einkaufstourimus verzerrt dargestellt zu haben. Um die Ergebnisse mit denen der vorangegangenen Studie von 2013 vergleichen zu können, wurden – laut GfK-Direktor Thomas Hochreutener in Abstimmung mit dem Auftraggeber der Studie, der IG Detailhandel – die Ergebnisse mit dem Wechselkurs von 2013 berechnet, während der Schweizer Franken 2015 tatsächlich deutlich stärker geworden war (14 % im Verlauf des Jahres 2015). Die GfK vermeldete, dass der Einkaufstourimus 2015 zugenommen habe. Dies traf zwar auf die Menge der Einkäufe und den Einkaufswert in Euro zu, wegen der Frankenstärke jedoch nicht auf den in Schweizer Franken umgerechneten Wert der Einkäufe.